# Gastroboletus brunneus
Gastroboletus brunneus är en svampart som beskrevs av Thiers 1989. Gastroboletus brunneus ingår i släktet Gastroboletus och familjen Boletaceae.   Inga underarter finns listade i Catalogue of Life.